# Amtmann Károly
Amtmann Károly (Németbóly, 1821. február 6. (keresztelés) – Pécs, 1907. szeptember 13.) színműíró, tisztviselő, levéltárnok.

## Életrajza
Antmann Nepomuk János és Thessy Terézia fiaként született. A ciszterci gimnáziumban folytatta tanulmányait. Pécsett élt, mint tisztviselő tevékenykedett, mellette színdarabokat írt. Egyfelvonásos vígjátékai is itt kerültek bemutatásra.
1861 márciusában engedélyt kért német nyelvű humoros és szépirodalmi lap megindítására, Der Hofnarr in österreichischen Staaten (Udvaribolond a Monarchiában) címmel. Az illetékes soproni rendőrfőnök a kérelemre ezt az elutasító javaslatot terjesztette fel: "Az illető, Pécsről nyert tájékoztatás szerint, kissé különc jellem [...] politikai vonatkozásban nem volt vele semmi baj..." Kérelmét azonban elutasították.
Pécsett halt meg, 1907. szeptember 14-én.

## Színművei
- Szerfelett okosak – vígjáték, 1 felvonásos (1864. január 24, Pécs)
- A horvátok, vagy a vörösnyakkendősök – vígjáték, 1 felvonásos (1870. április)
- Izabella angol királynő összeesküvése (történeti tragödia, Pécsett, Taizs nyomda, 1876)[5]
- Edgar und Elfriede (dramatisches Gedicht,  Fünfkirchen : Druck Madarász, 1871)[6]